# Mein Kampf (divadelní hra)
Mein Kampf je divadelní hra o pěti dějstvích, kterou napsal (německy) židovský autor maďarského původu George Tabori. Hra měla premiéru 6. května 1987 v Akademietheater vídeňského Burgtheateru.

## Obsah
Děj hry se odehrává ve vídeňské mužské noclehárně pro chudé pod řeznictvím paní Merschmeyerové někdy okolo roku 1910. Mladý vesničan Adolf Hitler přijíždí do města, kde chce studovat malířství, a ubytuje se v této noclehárně. Zde se setkává s mladým prodavačem biblí Židem Šlomo Herzlem a jeho druhem košer kuchařem a řezníkem Lobkowitzem. Hitler se se Šlomem spřátelí, protože ten je jediný, který o přátelství vesnického burana stojí. Šlomo je zamilován do mladé rakouské dívky Grétky. Z jakéhosi křesťanského soucitu se o Hitlera stará a pomáhá mu a postupně se dostává do stále podřadnějšího postavení. Jeho přítel Lobkowitz, který ve hře figuruje také jako Bůh, nabádá Šloma, aby Hitlera zabil. Hitler, který začíná pociťovat moc, se ke Šlomovi stále více chová jako k sluhovi. Po neúspěšném pokusu o uměleckou kariéru se Hitler rozhoduje na základě Šlomova doporučení dát se na politiku. Šlomo jej až do poslední chvíle podporuje a věří, že tohoto pomateného mladíka svou péčí a láskou zachrání před světem, ve kterém Hitler není schopen sám přežít. Hitlera dokonce zapře i před Paní Smrtí, a tak dobrým činem a touhou po dobru pomůže budoucímu tyranovi rozpoutat příští válku a holokaust. Hitler jej okrade o myšlenky, o název knihy i o jeho lásku Grétku. V závěru hry jsou naznačeny brutální metody nacistů na cestě k moci. Hra končí v předtuše blížícího se transportu, který Šloma čeká.

## O hře
Hra není obžalobou německého národa. Jde spíše o zamyšlení nad kořeny zla ve společnosti. Lidé jsou často součástí osudu, který pomáhají tvořit, ale nejsou schopni nahlédnout důsledky svých činů, které mohou být i naprosto paradoxní. Hra je zamyšlením nad lidskou svobodou a ne-přítomností Boha. Nad smyslem lidskosti a utrpení.
Tato hra je černou groteskou (Taboriho hry jsou často nazývány "černou mší"). Její výjimečnost tkví v propojení tragiky a humoru. Text hry se drží všech známých fakt z Hitlerova života a toho, co bylo napsáno v Mein Kampfu, ale příčiny a důvody Hitlerova myšlení, kterým tragicky ovlivnil celý národ předvádí jako sled absurdních náhod, gagů a pomatených myšlenek.
Přes humor se po celou hru ozývají znepokojivé náznaky budoucí tragédie.
Cením si tvé pomoci, Žide. Až přijde má doba, přiměřeně se ti odměním. Najdu pro tebe nejvhodnější řešení.
Postava Hitlera je Taborim vykreslena jako karikatura hloupého a krutého člověka. Postava Šloma je přesným protipólem. Šlomo Herzl je lidský, soucitný intelektuál toužící po Bohu. Postava Lobkowitze je jakousi pozemskou alternací Boha, se kterým vede Šlomo permanentní dialog. Přes počáteční nepřesvědčivé varování Bůh mizí ze scény, aby se objevil až v závěru, kdy tíhu rozhodování musel na sobě nést člověk.
Kdes byl, Bože? Tady, celou tu dobu tady, jenže ty ses zapomněl dívat...

## Hra v provedení NDM v Ostravě
Dílo bylo uvedeno na scéně Divadla Jiřího Myrona v Ostravě v nastudování činoherního souboru NDM. Premiéra proběhla 19. června 2004. Text hry přeložil Josef Balvín. Režie Juraj Deák.

### Herecké obsazení
- Hitler: Vladimír Polák
- Herzl: Jan Hájek
- Lobkowitz: Jiří Sedláček
- Markétka: Kateřina Vainarová
- Paní Smrt: Veronika Forejtová
- Himmlischst, Leopold, sluha: František Večeřa